# Microwithius bulli
Espèce
Synonymes
- Metawithius bulli Sivaraman, 1980

Microwithius bulli est une espèce de pseudoscorpions de la famille des Withiidae.

## Distribution
Cette espèce est endémique du Karnataka en Inde. Elle se rencontre vers Bangalore.

## Description
Le mâle holotype mesure 2,035 mm et la femelle paratype 2,072 mm.

## Publication originale
- Sivaraman, 1980 : « Pseudoscorpions from South India - four new species of the family Chernetidae Menge and Cheliferidae Hagen (Pseudoscorpionida, Monosphyronida) ». Journal of the Bombay Natural History Society, vol. 77, p. 106-116 (lire en ligne).